# Klein dennendeurtje
Het klein dennendeurtje (Cyclaneusma minus), ook wel Opgezwollen spleetlip, is een schimmel behorend tot de familie Marthamycetaceae. Hij komt voor afgevallen bladeren van naaldbomen.

## Kenmerken
Op reeds afgestorven, bruine dennennaalden vormt hij verspreide elliptische apotheciën van 200-600 µm lang, in dezelfde kleur als de naald. Zodra ze volwassen zijn, zwellen ze op bij nat weer en openen ze zich met een enkele longitudinale spleet, waarbij het naaldweefsel aan elke kant omhoog komt in een of meestal twee goed gemarkeerde lobben. 
De asci zijn cilindrisch, 80 tot 120 µm lang, 10 tot 12 µm breed, met acht sporen. Ascosporen zijn draadvormig, hyaliene, gesepteerd, glad, 65-100 µm lang, 2,5 tot 3 µm breed, meestal licht gebogen, zoals een boemerang. Parafysen zijn draadvormig, vertakt naar de top, niet gesepteerd, hyaliene, glad, met niet-gezwollen uiteinden.
Pycnidiën zijn diep ingebed in naalden, bolvormig of bijna bolvormig, 150 tot 250 µm in diameter, met wanden die zijn samengesteld uit hyaliene, pseudoparenchymateuze cellen met een diameter van 2 tot 3 µm. Conidiën zijn staafvormig, 6 tot 9,5 µm lang en ongeveer 1 µm breed. 

## Levenswijze
Het verspreidt zich door ascosporen die door de wind worden meegevoerd. Het infecteert naalden bij nat weer.

## Verspreiding
Klein dennendeurtje is wijdverbreid. In Europa strekt het verspreidingsgebied zich uit van de oevers van de Middellandse Zee tot het centrale deel van het Noorse schiereiland en Groenland. Komt ook voor in Afrika (Kenia, Malawi, Marokko, Zuid-Afrika, Tanzania), Azië (Pakistan), Australië en Nieuw-Zeeland, Noord-Amerika (VS: Californië, Michigan, Pennsylvania, Canada: Ontario), Zuid-Amerika (Chili, Colombia, Ecuador, Uruguay).